# فرحان العلي
فرحان العلي (5 أبريل 1972 -)، ممثل باكستاني كان يعيش في الكويت.

## عن حياته
ولد في الكويت من أب باكستاني وأم إيرانية، بدأ العمل الفني بعام 2003 وذلك عندما عرض عليه الفنان حسن البلام التمثيل وذلك بعدما شاهده بمحل عمله المخصص لتصليح التلفاز. وبعدها شارك في دور بسيط في برنامج المنوعات قرقيعان، وتمت الأستفادة من قصر قامته خلال توظيفه بالأدوار الكوميدية خصوصًا خلال أعمال مسرح الفنان طارق العلي. بالإضافة لمشاركته بالأدوار الصغيرة بالعديد من الأعمال الأخرى والتي تتربط بالكوميديا، وكان آخر أعماله قبل قرار ترحيله مسلسل سينمائيات 2020.

## فضيحته الجنسية
في مطلع يونيو 2020 نشر مقطع فيديو خادش للحياء العام عبر حسابه الشخصي على تطبيق سناب شات، وأثار مقطعه المنشور جدلًا واسعًا عبر مواقع التواصل الاجتماعي. برر لاحقًا أن حسابه كان مخترقًا، إلا أن النيابة العامة أمرت بحبسه 21 يومًا على ذمة التحقيقات، وفي 16 سبتمبر 2020، صدر حكم بدفعه غرامة مالية، وحبسه سنتين مع الشغل والنفاذ وإبعاده من الكويت بعد أن يكمل مدة الحبس.

## أعماله

### من المسلسلات
| سنة الإنتاج | اسم المسلسل                                   |
| ----------- | --------------------------------------------- |
| 2003        | قرقيعان - برنامج جزئين، الجزء الثاني عام 2004 |
| 2004        | هية خفية - برنامج                             |
| 2004        | جني وعطبة                                     |
| 2005        | واو موتيل                                     |
| 2005        | ريموت كنترول - برنامج                         |
| 2006        | حبل المودة                                    |
| 2006        | عيال الفريج                                   |
| 2006        | وسع صدرك - برنامج                             |
| 2007        | 4X4                                           |
| 2007        | هذا ولدنا                                     |
| 2008        | جامعة أي شي                                   |
| 2008        | عيني عينك - أكثر من جزء                       |
| 2008        | صج حظوظ                                       |
| 2009        | طول بالك - برنامج                             |
| 2010        | حريم عنزروت                                   |
| 2010        | المزواج - جزئين                               |
| 2010        | زمن مريان                                     |
| 2011        | 2 في الاسعاف                                  |
| 2011        | بي بي - برنامج                                |
| 2011        | سعيد الحظ                                     |
| 2011        | الفلته                                        |
| 2012        | رجال وسط الحريم                               |
| 2013        | ياويلك منا                                    |
| 2013        | جلثم وميثة                                    |
| 2013        | قرمش                                          |
| 2014        | تذكرة داود                                    |
| 2015        | اخر اثنين                                     |
| 2016        | الدعلة                                        |
| 2016        | المحتالة                                      |
| 2016        | خمس خوات                                      |
| 2018        | كبروها                                        |
| 2018        | بلوك غشمرة                                    |
| 2018        | قرقاشة                                        |
| 2019        | الديرفة                                       |
| 2020        | درويشيات                                      |
| 2020        | سينمائيات - برنامج كوميدي                     |

### من المسرحيات
| سنة الإنتاج | اسم المسرحية       | بمشاركة                                                                     |
| ----------- | ------------------ | --------------------------------------------------------------------------- |
| 2006        | البيت بيتك         | طارق العلي، شهاب حاجية، هيا الشعيبي، محمد الحملي                            |
| 2007        | حاميها حراميها     | طارق العلي، خالد البريكي، هيا الشعيبي، شهاب حاجية، محمد الحملي              |
| 2008        | خاربة خاربة        | عبدالرحمن العقل، طارق العلي، هيا الشعيبي، شهاب حاجية، فهد البناي            |
| 2009        | بو سارة في العمارة | طارق العلي، أحمد الفرج، هيا الشعيبي، شهاب حاجية، سلطان الفرج، فهد البناي    |
| 2010        | بخيت وبخيته        | جمال الردهان، طارق العلي، أحمد الفرج، خالد العجيرب، شهاب حاجية، هيا الشعيبي |
| 2011        | الطرطنجي           | داوود حسين، طارق العلي، شهاب حاجية، سلطان الفرج، أمل عباس، مريم حسين        |
| 2012        | بسنا فلوس          | طارق العلي، أحمد الفرج، شهاب حاجيه، هيا الشعيبي، مبارك المانع، سلطان الفرج  |
| 2014        | الصيدة بلندن       | طارق العلي، أحمد السلمان، سعود الشويعي، عبدالله بهمن                        |
| 2015        | هذا اهو الكويتي    | ولد الديره، شهاب حاجية، خالد العجيرب، سلطان الفرج                           |
| 2017        | توتا والقردة شيتا  | هدى حسين، سحر حسين، منى شداد                                                |
| 2018        | البنات والساحر 2   | هدى حسين، سحر حسين، منى شداد                                                |
| 2018        | عايش وشايش         | عبدالمحسن العمر، مشاري المجيبل                                              |
| 2019        | رحله بدينار ونص    | عبدالرحمن العقل، خالد العجيرب، شهاب حاجيه                                   |

### من الأفلام
| سنة الإنتاج | اسم الفيلم             |
| ----------- | ---------------------- |
| 2014        | اللي جاي احسن          |
| 2017        | خميس وجمعة هروب اجباري |
| 2017        | باك تو كويت            |

## روابط خارجية
- فرحان العلي على موقع قاعدة بيانات الأفلام العربية